# Happy (Lighthouse Family)
Happy è un singolo del duo musicale britannico Lighthouse Family, pubblicato nel 2002 ed estratto dal loro terzo album in studio Whatever Gets You Through the Day.
Il brano è stato scritto da Paul Tucker.

## Tracce
- CD

1. Happy
2. Happy (Rui Da Silva Mix)
3. Happy (Ferry Corsten Mix)